# Buju Banton
Buju Banton (nascido Mark Anthony Myrie; Kingston,15 de julho de 1973) é um cantor e músico jamaicano de reggae, dancehall e ragga. Gravou também diversas canções pop e dance, assim como músicas que lidam com tópicos políticos; como muitos dos artigos de dancehall, Banton é relativamente engajado, politicamente, e foi influenciado pelas idéias do ativista jamaicano Marcus Garvey.
O cantor também é conhecido por canções que promovem a violência contra gays e lésbicas, tendo sido acusado de defender o assassinato dos mesmos em algumas de suas músicas.
Foi preso nos Estados Unidos em 2009 em uma investigação sobre tráfico de drogas com mais de 5 quilos de cocaína. Banton foi preso anteriormente no ano 2003 por plantar maconha em seu estúdio de gravação.

## Discografia
- 1992: Stamina Daddy (lançado posteriormente como Quick)
- 1992: Mr. Mention
- 1993: Voice of Jamaica
- 1995: 'Til Shiloh
- 1997: Inna Heights
- 2000: Unchained Spirit
- 2003: Friends for Life
- 2006: Too Bad